# El Sahúco
El Sahúco es un núcleo de población español del municipio de Peñas de San Pedro, perteneciente a la provincia de Albacete, en la comunidad autónoma de Castilla-La Mancha.

## Historia
Hacia mediados del siglo XIX, el lugar, una aldea ya por entonces perteneciente al municipio de Peñas de San Pedro, tenía contabilizadas 37 casas. Aparece descrito en el decimotercer volumen del Diccionario geográfico-estadístico-histórico de España y sus posesiones de Ultramar de Pascual Madoz con las siguientes palabras:

SABUCO: ald. en la prov. de Albacete, part. jud. de Chinchilla, térm. jurisd. de Peñas de San Pedro. Tiene 37 casas; una fuente de abundantes y buenas aguas y una bonita igl. servida por un vicario amovible ad nutum: en ella se venera la imágen de Cristo crucificado con la advocacion de la misma aldea.
(Madoz, 1849, p. 606)

En 2023, el núcleo de población, encuadrado dentro de la entidad singular de población de Peñas de San Pedro, tenía empadronados 38 habitantes.

## Patrimonio
En la aldea está situado el Santuario del Santísimo Cristo del Sahúco, un importante centro de devoción religiosa en la provincia de Albacete. Este santuario alberga la imagen del Cristo del Sahúco, protagonista de una de las romerías más destacadas de Castilla-La Mancha.
Cada año, se celebra tradicional Romería del Santísimo Cristo del Sahúco en la que la imagen es trasladada a pie desde El Sahúco hasta Peñas de San Pedro, recorriendo aproximadamente 15 kilómetros. Esta festividad, de gran arraigo popular, ha sido declarada de interés turístico regional y constituye una de las manifestaciones religiosas y culturales más significativas de la comarca.
El santuario, de arquitectura sobria y enclavado en un entorno natural de gran belleza, no solo es un lugar de culto, sino también un punto de encuentro para la comunidad y los visitantes, que acuden tanto por motivos espirituales como por el valor paisajístico y cultural del lugar.